# Rasa del Balç de Viladot
La Rasa del Balç de Viladot és un torrent afluent per l'esquerra del Torrent d'Aigüesvives, al Solsonès que fa tot el seu curs pel terme municipal d'Olius.

## Descripció
Neix a la banda meridional de la Costa de Viladot i pren la direcció predominant cap a les 2 del rellotge. Tot recorrent el sector del Balç de Viladot, travessa la carretera LV-3005 i en sortir del dit sector, la C-451. Tot seguit passa a menys de 150 m. de la masia de Viladot i desguassa al Torrent d'Aigüesvives en el tram en què aquest curs fluvial és conegut amb el nom de la Rasa del Lloc.

## Perfil del seu curs
| Recorregut (en m.) | Altitud (en m.) | Pendent |
| ------------------ | --------------- | ------- |
| 0                  | 815             | -       |
| 250                | 775             | 16,0%   |
| 500                | 752             | 9,2%    |
| 750                | 735             | 6,8%    |
| 1.000              | 725             | 4,0%    |

## Xarxa hidrogràfica
La Rasa del Balç de Viladot únicament té un afluent. La totalitat de la seva xarxa suma una longitud de 1.753 m. que transcorren íntegrament pel terme municipal d'Olius.